# エイドリアン・コリ
エイドリアン・コリ（Adrienne Corri, 本名：Adrienne Riccoboni、1930年11月13日 - 2016年3月13日）は、スコットランドの女優。アドリエンヌ・コリとも表記される。
グラスゴー出身。父親はイタリア人。ロンドンの王立演劇学校に学ぶ。1971年の映画『時計じかけのオレンジ』で主人公たちにレイプされる作家婦人役で知られる。
2016年3月13日、ロンドンで虚血性心疾患のため死去、85歳没。

## 主な出演作品
- 河 The River (1951)
- クォ・ヴァディス Quo Vadis (1951)
- 火星から来たデビルガール Devil Girl from Mars (1954)
- 悪魔の白衣 Corridors of Blood (1958)
- 地獄の炎 The Hellfire Club (1961)
- ダイナマイト・ジャック Dynamite Jack (1961)
- 剣豪ランスロット Lancelot and Guinevere (1963)
- バニー・レークは行方不明 Bunny Lake Is Missing (1965)
- ドクトル・ジバゴ Doctor Zhivago (1965)
- 虐殺の女王 The Viking Queen (1967)
- 女と女と女たち Woman Times Seven (1967)
- 野獣狩り カウボーイ・スタイル Africa Texas Style (1967)
- 黄金線上の男 The File of the Golden Goose (1969)
- 時計じかけのオレンジ A Clockwork Orange (1971)
- 吸血鬼サーカス団 Vampire Circus (1972)
- マッドハウス Madhouse (1974)
- ローズバッド Rosebud (1975)
- ピンク・パンサー4 Revenge of the Pink Panther (1978)
- ヒューマン・ファクター The Human Factor (1979)
- ドクター・フー Doctor Who (1980) テレビドラマ